# Термоантрацит
Термоантрацит — антрацит, підданий тепловій обробці з нагріванням до 900–1400 °С для надання нових фізичних властивостей (міцність, термостійкість, низька реакційна здатність). Нагрівання здійснюють у електричних печах шахтного типу. В шахту печі засипають грудки антрациту крупністю 6–25 мм, який нагрівається елелектричним струмом. Масова частка вологи — менше 1,5 %, електричний опір близько 1 мОм·м і зольність — менше 5 %. Т. застосовують як металургійне паливо та як напівфабрикат для виробництва вугільних електродів.